# Лансинг (Њујорк)
Лансинг (енгл. Lansing) град је у америчкој савезној држави Њујорк.

## Демографија
По попису из 2010. године број становника је 3.529, што је 112 (3,3%) становника више него 2000. године.
| Група             | 2000.         | 2010.         |
| Белци             | 2.255 (66,0%) | 2.133 (60,4%) |
| Афроамериканци    | 175 (5,1%)    | 230 (6,5%)    |
| Азијати           | 769 (22,5%)   | 882 (25,0%)   |
| Хиспаноамериканци | 121 (3,5%)    | 171 (4,8%)    |
| Укупно            | 3.417         | 3.529         |